# Landos
Landos – miejscowość i gmina we Francji, w regionie Owernia-Rodan-Alpy, w departamencie Górna Loara.
Według danych na rok 1990 gminę zamieszkiwało 1006 osób, a gęstość zaludnienia wynosiła 28 osób/km² (wśród 1310 gmin Owernii Landos plasuje się na 228. miejscu pod względem liczby ludności, natomiast pod względem powierzchni na miejscu 128.).